# Hohendolsleben
Hohendolsleben ist ein Ortsteil der Gemeinde Dähre im Altmarkkreis Salzwedel in Sachsen-Anhalt.

## Geographie
Hohendolsleben, ein Dorf mit Kirche, liegt etwa zwei Kilometer nördlich von Dähre am östlichen Rand des Landschaftsschutzgebietes Salzwedel-Diesdorf.
Nachbarorte sind Kleistau im Westen, Kortenbeck im Norden, Barnebeck im Nordosten, Siedendolsleben im Südosten und Dähre im Süden.

## Geschichte

### Mittelalter bis Neuzeit
Das Dorf ist ein planmäßig angelegter Rundling, der später verändert und nach Osten erweitert wurde.
Der Historiker Peter P. Rohrlach führt als erste sichere Erwähnung für Hohendolsleben die Nennung von Honlege im Jahre 1235 in einer Urkunde des Bischofs von Halberstadt über den Bau einer Kirche an. Er schreibt: „Ältere Belege können nicht immer eindeutig zwischen Hohen- und Siedendolsleben unterschieden werden“. Bis 1278 gehört Hondolslege denen von Dorstadt, die 1278 ihre Güter in Hohendolsleben an das Kloster Diesdorf verkaufen. 1367 wird der Ort als slawisches Dorf (villa slavicalis) bezeichnet. Im Jahre 1458 hat dath dorp Hogendolschleue eine Mühle. Weitere Nennungen sind 1551 Hohen Dalschlewe, 1608 Hohen Dolschleue und 1687 Hohen Dolschleben und 1804 Hohen-Dolsleben, Dorf mit Lehnschulze und Zimmermann.
Bei der Bodenreform wurden 1945 ermittelt: 19 Besitzungen unter 100 Hektar hatten zusammen 347 Hektar, der Kirche gehörten 1,6 Hektar Land.

### Herkunft des Ortsnamens
Jürgen Udolph führt den Ortsnamen auf eine Herkunft aus „*Dolgs-lage“ zurück. Die Bedeutung wäre als „erhöhte Siedlung“ zu verstehen.
Heinrich Sültmann erkennt im ersten Teil von Dolsleben einen nicht mehr gebräuchlichen Personennamen, etwa „Dolge“. Die Sibe „leva, leue, leben“ steht für „Gut, Erbbesitz“. Der Name wäre dann zu übersetzen als „Dolgeserbe“.

### Eingemeindungen
Hohendolsleben gehörte ursprünglich zum Salzwedelischen Kreis der Mark Brandenburg in der Altmark. Von 1807 bis 1813 lag es im Kanton Diesdorf auf dem Territorium des napoleonischen Königreichs Westphalen. Nach weiteren Änderungen kam es 1816 in den Kreis Salzwedel, den späteren Landkreis Salzwedel im Regierungsbezirk Magdeburg in der Provinz Sachsen in Preußen.
Am 20. Juli 1950 wurden die Gemeinden Hohendolsleben und Siedendolsleben aus dem Landkreis Salzwedel zur neuen Gemeinde Dolsleben zusammengeschlossen. Hohendolsleben und Siedendolsleben wurden als Ortsteile in der neuen Gemeinde fortgeführt. Der Sitz der Gemeinde war in Siedendolsleben.
Am 1. Januar 1992 oder erst im Jahre 1993 wurde die Gemeinde Dolsleben aus dem Kreis Salzwedel in die Gemeinde Dähre eingemeindet. Hohendolsleben und Siedendolsleben wurden damit Ortsteile von Dähre.

### Einwohnerentwicklung
| Jahr | Einwohner |
| ---- | --------- |
| 1734 | 38        |
| 1774 | 78        |
| 1789 | 81        |
| 1798 | 70        |
| 1801 | 68        |
| 1818 | 70        |

| Jahr | Einwohner |
| ---- | --------- |
| 1840 | 181       |
| 1864 | 145       |
| 1871 | 171       |
| 1885 | 168       |
| 1892 | [00]171   |
| 1895 | 155       |

| Jahr | Einwohner |
| ---- | --------- |
| 1900 | [00]149   |
| 1905 | 145       |
| 1910 | [00]161   |
| 1925 | 137       |
| 1939 | 119       |
| 1946 | 170       |

| Jahr | Einwohner |
| ---- | --------- |
| 2015 | [00]50    |
| 2018 | [00]50    |
| 2020 | [00]47    |
| 2021 | [00]45    |
| 2022 | [00]47    |
| 2023 | [0]48     |

Quelle, wenn nicht angegeben, bis 1946:

## Religion
Die evangelische Kirchengemeinde Hohendolsleben, die früher zur Pfarrei Dähre gehörte, wird heute betreut vom Pfarrbereich Osterwohle-Dähre im Kirchenkreis Salzwedel im Bischofssprengel Magdeburg der Evangelischen Kirche in Mitteldeutschland.

## Kultur und Sehenswürdigkeiten
- Die evangelische Dorfkirche Hohendolsleben, eine spätgotische Feldsteinkapelle, ist ein kleiner Rechtecksaal. Das gotische Südportal ist ein Backsteinbau.[17] Einer dendrochronologischen Untersuchung nach stammt sie aus der Zeit um 1470. Die Kirche war 1551 eine Filialkirche der Kirche in Dähre.[6]
- In Hohendolsleben steht ein Denkmal für die Gefallenen des Ersten Weltkrieges, aufgetürmte Findlinge, gekrönt von einem Adler.[18]
- Der Ortsfriedhof befindet sich am südlichen Ortsausgang.